# Wielersport op de Middellandse Zeespelen 1993
Wielersport is een van de sporten die beoefend werden tijdens de Middellandse Zeespelen 1993 in Languedoc-Roussillon, een regio van Frankrijk. Er waren twee onderdelen: één wegwedstrijd en ploegentijdrit bij de mannen.

## Uitslagen
| Event          | Goud                                                                      | Zilver                                             | Brons                                                                             |
| -------------- | ------------------------------------------------------------------------- | -------------------------------------------------- | --------------------------------------------------------------------------------- |
| Wegrit         | Gian Matteo Fagnini                                                       | Jean Christophe Currit                             | David García Markina                                                              |
| Ploegentijdrit | Italië Luca Colombo Gianfranco Contri Christian Salvato Francesco Rossano | Spanje Eleuterio Mancebo Ángel Casero Ramon Garcia | Frankrijk Jean-Louis Harel Philippe Gaumont Jean-François Bresset Dominique Bozzi |

## Medaillespiegel
| Plaats | Land      | Goud | Zilver | Brons | Totaal |
| 1      | Italië    | 2    | 0      | 0     | 2      |
| 2      | Spanje    | 0    | 1      | 1     | 2      |
| 3      | Frankrijk | 0    | 1      | 1     | 2      |
| Totaal | Totaal    | 2    | 2      | 2     | 6      |

1955 · 1959 · 1963 · 1967 · 1971 · 1975 · 1979 · 1983 · 1987 · 1991 · 1993 · 1997 · 2001 · 2005 · 2009 · 2013 · 2018 · 2022
Atletiek · Basketbal · Boksen · Boogschieten · Gewichtheffen · Golf · Gymnastiek · Handbal · Judo · Kanovaren · Karate · Paardensport · Roeien · Rugby · Schermen · Schietsport · Tafeltennis · Tennis · Voetbal · Volleybal · Waterpolo · Wielersport · Worstelen · Zeilen · Zwemmen